# Calderara di Reno
Calderara di Reno là một đô thị ở tỉnh Bologna vùng Emilia-Romagna của Ý, có vị trí khoảng 10 km về phía tây bắc của Bologna. Tại thời điểm ngày 31 tháng 12 năm 2004, đô thị này có dân số 12.351 người và diện tích là 41,3 km².
Đô thị Calderara di Reno có các frazioni (Đơn vị trực thuộc, chủ yếu là các làng) Lippo and Longara.
Calderara di Reno giáp các đô thị sau: Anzola dell'Emilia, Bologna, Castel Maggiore, Sala Bolognese.